# Oscar Pozzi
Oscar Pozzi (Lecco, 27 december 1971) is een voormalig wielrenner uit Italië, die in het verleden onder meer uitkwam voor Fassa Bortolo (2001-2002). Hij was actief als beroepsrenner van 1997 tot 2005.

## Erelijst
1996
- GP Industria e Commercio Artigianato Carnaghese

## Resultaten in voornaamste wedstrijden
| Jaar | Ronde van Italië | Ronde van Frankrijk | Ronde van Spanje |
| ---- | ---------------- | ------------------- | ---------------- |
| 1998 |                  | 32e                 |                  |
| 1999 |                  |                     | 73e              |
| 2000 | 61e              |                     |                  |
| 2003 | 75e              |                     |                  |
| 2004 | 72e              |                     |                  |

| Jaar | Milaan-San Remo | Bretagne Classic |
| ---- | --------------- | ---------------- |
| 1998 |                 | 10e              |
| 1999 |                 | 20e              |
| 2000 | 102e            |                  |
| 2003 |                 |                  |
| 2004 |                 |                  |